# چه سانگ وو
چه سانگ وو (انگلیسی: Chae Sang-woo؛ زادهٔ ۳۱ مارس ۱۹۹۹) یک هنرپیشه، و بازیگر سینما اهل کره جنوبی است.